# Souvanna phoumai
Souvanna phoumai är en skalbaggsart som beskrevs av Stefan von Breuning 1963. Souvanna phoumai ingår i släktet Souvanna och familjen långhorningar.
Artens utbredningsområde är Laos. Inga underarter finns listade i Catalogue of Life.